# エレファンク
『エレファンク』は、PLAYSTATION Storeで配信されているPlayStation 3専用のパズルゲーム。1人または2人用。
プレイヤーは主人公のゾウが渡る橋となる骨組み（トラス）を画面上で組み立てる。ゾウの重量に耐えられなかった場合は橋が壊れてしまうため、強度のある骨組みをつくらなければならない。短い時間で少ない部品を使ってゾウを橋に渡すほど高評価となる。